# Седьмой элемент
«Седьмой элемент» — бесплатная многопользовательская ролевая игра, также известная под названиями «Seven Souls» и «Martial Empires».

## История
Несколько столетий назад на планете Вавилон случился катаклизм, в результате чего его жители вынуждены были бежать на дикую планету Нейя. Со временем им удалось обустроить её при помощи силы шести элементов (огонь, воздух, вода, земля, дерево и металл), однако их мощь оказалась настолько огромной, что стала угрожать всему живому. Обуздать шесть элементов помог седьмой — элемент жизни.
Минули годы, и теперь за силой элементов охотится могущественный орден. Игроку отводится роль защитника Нейи.

## Подписка
Игра распространяется на бесплатной основе, имеется внутриигровой магазин.

## Интерфейс игры
- Искусство боя — герои «Седьмого элемента» настолько свирепы, что при желании могли бы уничтожать врагов даже голыми руками. Но в этом нет необходимости: ни один уважающий себя воин, маг или охотник не выходит из дому без верного оружия.
- Чат — в окне чата можно переписываться с другими игроками.
- Внутриигровая почта — почтовые ящики есть в каждом поселении. Легче всего их отыскать с помощью карты.
- Группа — зачищать подземелья, убивать боссов и проходить квесты особенно приятно в составе группы.

## Создание и улучшение предметов
- Сбор ресурсов — игроки могут добывать ресурсы нескольких видов. Все они служат материалом для производства определённых предметов.
- Куб — с его помощью предметы можно соединять, разбирать и даже копировать предметы.
- Рубеллиты — это камень, наделенный чудесными свойствами. Каждый, кто завладеет Рубеллитом, немедленно почувствует прилив сил! В удивительном мире Нейи встречается 7 разновидностей этого полезного камня.

## Книга и карты Элементов
В Великой Книге Элементов сокрыто множество бесценных сведений о загадочном мире Нейи. Страницы Книги дошли до наших дней в виде затейливых Карт Элементов — мощных бонусов постоянного действия..

## PVP
- Дуэли — за успехи на ратном поприще матерые дуэлянты награждаются орденами: чем больше Очков дуэли набрано — тем выше ценность ордена.
- ПК-режим — персонажи, достигшие 20 уровня, могут без предупреждения нападать на персонажей других игроков на локациях где возможен пк режим. Убийство чужих персонажей — занятие выгодное!

## Гильдии
- Создание гильдии и повышение её класса

Ты преисполнился решимости создать свою собственную гильдию, достиг 25 уровня и обзавелся 10000 золота? Тогда самое время обратиться к Сабаху в Деловом районе (находится в Келесской крепости). Управляющий гильдиями предложит тебе ввести название гильдии и уплатить нужную сумму.
- Войны гильдий

Когда гильдия достигнет 2 уровня, её глава сможет объявлять войну другим гильдиям. Для этого главе союза нужно щелкнуть по участнику другой гильдии и выбрать пункт «Объявить войну» в меню взаимодействия. Если глава вражеской гильдии примет ваш вызов, на экране появится окошко с уведомлением о начале войны.
- Гильдии Седьмого элемента

Ты состоишь в крутой гильдии? Твои братья по крови покорили десятки миров, доказав всем своё превосходство? Сражайтесь с другими союзами в войне гильдий!
- Гильдейский турнир «Потомки Небес»

«Потомки Небес» — система турниров, в рамках которых проводятся PvP-сражения между представителями разных гильдий.
- Гильдейский форум

Гильдейский форум посвящён всем гильдейцам и желающим присоединиться к дружной гильдейской семье.

## Персонажи

### Классы
В наличии 3 игровых класса: охотник (доступное оружие — когти, лук, кинжалы), воин (оружие — меч, глефа, топор) и маг (оружие — диски, клинок, коса).
Каждому виду оружия соответствует отдельная ветка умений. При этом игроку вовсе не обязательно ограничиваться одним видом оружия — можно использовать сразу несколько и прокачивать умения разных веток в рамках одного класса. При желании также можно перераспределить очки умений из одной ветки в другую.
Игровой механике «Седьмого элемента» чужды классы поддержки — «хилы», поэтому их в игре нет.

### Базовые атрибуты
- Сила — влияет на силу атаки и мощь защиты.
- Ловкость — влияет на силу атаки и меткость.
- Здоровье — влияет на силу атаки и очки здоровья.
- Интеллект — влияет на силу атаки и очки магии.
- Скорость — влияет на силу атаки и уклонение.

## 7 элементов
В игре присутствует особая система умений, разделенных на семь элементов. После каждого повышения уровня или по прошествии определённого отрезка времени открывается новая карта Семи Элементов, которая обладает определёнными характеристиками. Все карты хранятся в Книге Элементов. Открытую карту можно использовать, поместив её на одну из семи клеток, соответствующих каждому из семи элементов (клетки открываются после повышения до определённого уровня). Также картами можно обмениваться с другими игроками или объединять от двух до четырёх карт для получения новой (причем из нескольких карт 3 уровня может получится карта 1 уровня).